# Biographisch-Bibliographisches Kirchenlexikon

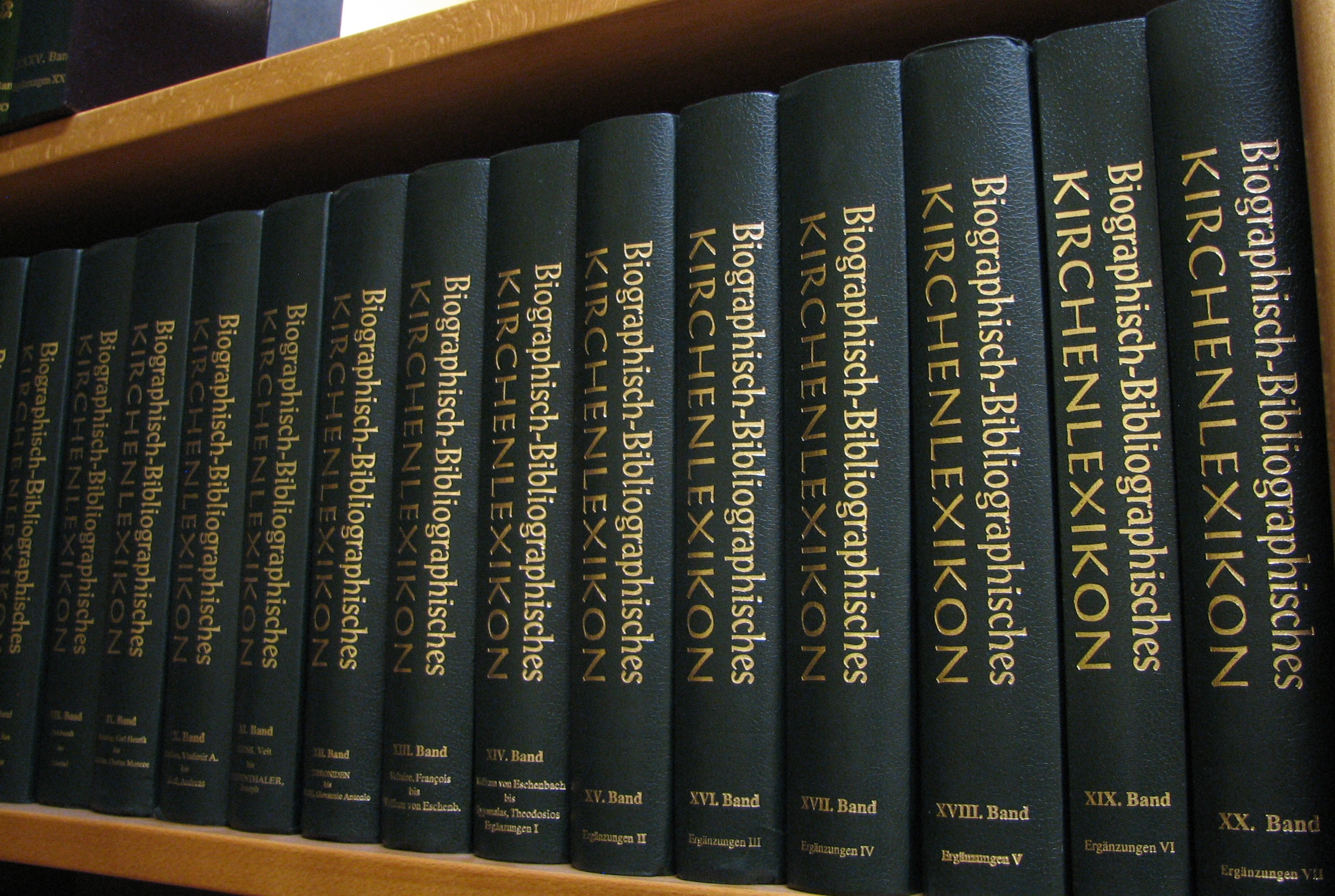
Biographisch-Bibliographisches Kirchenlexikon.

La Biographisch-Bibliographisches Kirchenlexikon (BBKL) es una obra de referencia biográfica en lengua alemana sobre personas ligadas a la historia del cristianismo e historia de la filosofía fundada en 1975 por el alemán Friedrich Wilhelm Bautz y publicada por la editora Verlag Traugott Bautz (Nordhausen). La mayoría de los 20.000 artículos, elaborados por científicos e interesados, está disponible gratuitamente en internet.
Además de la presentación detallada de la vida y obra de las personas de los campos de la teología, historia, literatura, música, pintura, pedagogía y filosofía la BBKL contienen extensas bibliografías de los biografiados, así como una selección de sus datos más relevantes.

## Ediciones
- Friedrich Wilhelm Bautz, desde volumen 3: Traugott Bautz (ed.): Biographisch-Bibliographisches Kirchenlexikon. 14 volúmenes (+ 16 volúmenes de suplementos), Bautz, Hamm 1975ff.
  - Volumen 1 (Aalders–Faustus v. Byzanz), Hamm 1975, ISBN 3-88309-013-1
  - Volumen 2 (Faustus v. Mileve–Jeanne, d'Arc), Hamm 1990, ISBN 3-88309-032-8
  - Volumen 3 (Jedin–Kleinschmidt), Herzberg 1992, ISBN 3-88309-035-2
  - Volumen 4 (Kleist–Leyden), Herzberg 1992, ISBN 3-88309-038-7
  - Volumen 5 (Leyen–Mönch), Herzberg 1993, ISBN 3-88309-043-3
  - Volumen 6 (Moenius–Patijn), Herzberg 1993, ISBN 3-88309-044-1
  - Volumen 7 (Patocka–Remachus), Herzberg 1994, ISBN 3-88309-048-4
  - Volumen 8 (Rembrandt–Scharbel (Charbel)), Herzberg 1994, ISBN 3-88309-053-0
  - Volumen 9 (Scharling–Sheldon), Herzberg 1995, ISBN 3-88309-058-1
  - Volumen 10 (Shelkov–Stoß, Andreas), Herzberg 1995, ISBN 3-88309-062-X
  - Volumen 11 (Stoß, Veit–Tieffenthaler), Herzberg 1996, ISBN 3-88309-064-6
  - Volumen 12 (Tibbon–Volpe), Herzberg 1997, ISBN 3-88309-068-9
  - Volumen 13 (Voltaire–Wolfram von Eschenbach), Herzberg 1998, ISBN 3-88309-072-7
  - Volumen 14 (Wolfram von Eschenbach–Zuygomalas, Teodosios y suplemento I), Herzberg 1998, ISBN 3-88309-073-5
  - Volumen 15 (suplemento II), Herzberg 1999, ISBN 3-88309-077-8
  - Volumen 16 (suplemento III), Herzberg 1999, ISBN 3-88309-079-4
  - Volumen 17 (suplemento IV), Herzberg 2000, ISBN 3-88309-080-8
  - Volumen 18 (suplemento V), Herzberg 2001, ISBN 3-88309-086-7
  - Volumen 19 (suplemento VI), Nordhausen 2001, ISBN 3-88309-089-1
  - Volumen 20 (suplemento VII), Nordhausen 2002, ISBN 3-88309-091-3
  - Volumen 21 (suplemento VIII), Nordhausen 2003, ISBN 3-88309-110-3
  - Volumen 22 (suplemento IX), Nordhausen 2003, ISBN 3-88309-133-2
  - Volumen 23 (suplemento X), Nordhausen 2004, ISBN 3-88309-155-3
  - Volumen 24 (suplemento XI), Nordhausen 2005, ISBN 3-88309-247-9
  - Volumen 25 (suplemento XII), Nordhausen 2005, ISBN 3-88309-332-7
  - Volumen 26 (suplemento XIII), Nordhausen 2006, ISBN 3-88309-354-8
  - Volumen 27 (suplemento XIV), Nordhausen 2007, ISBN 3-88309-393-9
  - Volumen 28 (suplemento XV), Nordhausen 2007, ISBN 3-88309-413-7
  - Volumen 29 (suplemento XVI), Nordhausen 2008, ISBN 978-3-88309-452-6
  - Volumen 30 (suplemento XVII), Nordhausen 2009, ISBN 978-3-88309-478-6
  - Volumen 31 (suplemento XVIII), Nordhausen 2010